# Championnats du monde d'escalade 2001
Navigation
Édition précédente Édition suivante
Les Championnats du monde d'escalade 2001 se sont tenus à Winterthour, en Suisse, du 5 au 8 septembre 2001.

## Podiums

### Hommes
| Épreuves   | Or                        | Argent                    | Bronze                |
| ---------- | ------------------------- | ------------------------- | --------------------- |
| Difficulté | France Gérôme Pouvreau    | Tchéquie Tomáš Mrázek     | France François Petit |
| Bloc       | Italie Mauro Calibani     | France Frédéric Tuscan    | Italie Christian Core |
| Vitesse    | Ukraine Maksym Styenkovyy | Ukraine Vladimir Zakharov | Pologne Tomasz Oleksy |

### Femmes
| Épreuves   | Or                     | Argent                    | Bronze                   |
| ---------- | ---------------------- | ------------------------- | ------------------------ |
| Difficulté | Slovénie Martina Cufar | Belgique Muriel Sarkany   | France Chloé Minoret     |
| Bloc       | France Myriam Motteau  | France Sandrine Levet     | Ukraine Nataliya Perlova |
| Vitesse    | Ukraine Olena Ryepko   | Russie Mayya Piratinskaya | Russie Svetlana Sutkina  |